# Ridgefield (Washington)
Pour les articles homonymes, voir Ridgefield.
Ridgefield est une ville du comté de Clark dans l'État de Washington aux États-Unis. Sa population s'élevait à 4 763 habitants lors du recensement de 2010.